# Мус-Ривер (тауншип, Миннесота)
Мус-Ривер (англ. Moose River) — тауншип в округе Маршалл, Миннесота, США. На 2000 год его население составило 28 человек.

## География
По данным Бюро переписи населения США площадь тауншипа составляет 92,3 км², из которых 87,1 км² занимает суша, а 5,2 км² — вода (5,64 %).

## Демография
По данным переписи населения 2000 года здесь находились 28 человек, 13 домохозяйств и 9 семей. Плотность населения —  0,3 чел./км². На территории тауншипа расположено 29 построек со средней плотностью 0,3 построек на один квадратный километр. Расовый состав населения: 100,00 % белых.
Из 13 домохозяйств в 7,7 % воспитывались дети до 18 лет, в 76,9 % проживали супружеские пары и в 23,1 % домохозяйств проживали несемейные люди. 23,1 % домохозяйств состояли из одного человека, при том 7,7 % из — одиноких пожилых людей старше 65 лет. Средний размер домохозяйства — 2,15, а семьи — 2,50 человека.
14,3 % населения младше 18 лет, 39,3 % от 25 до 44, 32,1% от 45 до 64 и старше 65 лет. Средний возраст — 60 лет. На каждые 100 женщин приходилось 133,3 мужчин. На каждые 100 женщин старше 18 приходилось 118,2 мужчин.
Средний годовой доход домохозяйства составлял 41 250 долларов, а средний годовой доход семьи —  41 250 долларов. Средний доход мужчин —  26 875  долларов, в то время как у женщин — 37 917. Доход на душу населения составил 24 138 долларов. За чертой бедности не находились ни одна семья и ни один человек.